# Face to Face 2
Face to Face 2 è un singolo del rapper italiano Rondodasosa, pubblicato il 19 gennaio 2024.

## Tracce
1. Face to Face 2 – 3:31

## Classifiche
| Classifica (2024) | Posizione massima |
| ----------------- | ----------------- |
| Italia            | 51                |